# شخدب
شُخْدُب (الاسم العلمي: Chrysidea)، جنس حشرات من غشائيات الأجنحة وفصيلة الشخادب.

## الأنواع
- Chrysidea asensioi  (Mingo, 1985) [2]
- Chrysidea persica  (Radoszkowski, 1881) [3]
- Chrysidea pumila  (Klug 1845) [4] (type species)